# البعاج
البعاج، بلدة صغيرة في قضاء البعاج في محافظة نينوى، العراق. تقع البلدة جنوب غرب محافظة نينوى إلى الجنوب من جبل سنجار. تتبعها قريتي رمبوسي وناحية القحطانية. أغلب سكان المدينة هم من المسلمون السنة.
كانت المدينة تحت سيطرة الدولة الإسلامية في العراق والشام حتى يونيو 2017، عندما حررتها  قوات الحشد الشعبي.[بحاجة لمصدر]